# 滿月圓國家森林遊樂區
滿月圓國家森林遊樂區位於台灣新北市三峽區東南郊，因周邊有座山勢渾圓，山頭狀似滿月的滿月圓山而得名。園區主要是由滿月圓山、熊空南山、北插天山、拉卡山、東眼山等山峰所環繞的深邃谷地，地處雪山山脈尾稜，內有蚋仔溪流經，河谷地形陡峭而地勢落差大，乃形成許多瀑布景觀，固有「瀑布天堂」之稱。若將插天山自然保留區計算在內，總面積達1,573公頃，海拔介於300~1728公尺之間，管理單位為農業部林業及自然保育署新竹分署。

## 水文
園區內主要有大豹溪源流之一的蚋仔溪流貫其中，因屬幼年期的溪流，河谷坡度陡峭，河川侵蝕及搬運作用力甚強，谷地落差大，形成許多美麗絕倫的瀑布景觀。其中，位於主流上的「滿月圓瀑布」及支流上的「處女瀑布」最為壯觀。
- 滿月圓瀑布：以滿月山命名的「滿月圓瀑布」，落差約20公尺，如一條銀白沙鍊。瀑布前為一垂直高達十餘公尺的大石壁遮掩瀑布上端，只能分段欣賞，仿若見首不見尾的神龍，故又暱稱「神龍擺尾」[6]。下端為一清澈水潭，水練直沖而下，氣勢非凡。通往滿月圓瀑布的路上，有一座「滿月小橋」，在此已經可以聽到瀑布的水聲，就如同在預告瀑布快要到了[5]。沿階梯而上，可直抵瀑布上方石壁平台，感受飛瀑狂瀉而下的快感[6]。瀑布旁有一座「觀瀑亭」，能夠在此眺望瀑布的全景[5]。

- 處女瀑布：位於蚋仔溪左股支流上，落差約25公尺。因水景飛瀉如紗，常有彩虹映於其上，故又稱「虹紗瀑布」[4]。若從滿月圓瀑布前來，經過流水潺潺、愜意萬分的滿足小橋，再沿著步道一路上行，終點即可見瀑布呈90度傾瀉而下，宛若大片白色紗幕自天而降，氣勢磅礡動人。若遇晴朗天氣、陽光灑落，飛澗中便常夾帶著一道彎彎彩虹，震撼中自有柔美奇景。坐在一旁的涼亭近距離感受清涼水氣，最是舒適動人[6]。

- 銀簾瀑布：位於滿月圓瀑布後方的不遠處，小巧雅致，高僅約2公尺，寬約5公尺。正午時分，日光自谷隙映照在瀑布上，水花閃爍宛如銀白簾幕[4]。

## 生態
由於園區多為中低海拔山區，森林型態以天然闊葉林為主，少部分為人工造林。天然林主要以樟科、殼斗科、桑科及楓樹科等植物為主，常見樹種如台灣肖楠、樟樹、大葉楠、香楠、豬腳楠、茄冬、野桐、鳥榕、台灣黃妃、楓香、青楓...等；林下則常見山芋、姑婆芋、蛇根草、蕨類...等；人工造林地則主要為柳杉、杉木、琉球松、相思樹等經濟樹種。由於林相鬱密，生態系統龐雜，動植物資源豐富。林內常見的野鳥據調查約有五十餘種之多，如五色鳥、白耳畫眉、綠繡眼...等；另外兩棲類的盤古蟾蜍、翡翠樹蛙和爬蟲類的龜殼花、雨傘節、水蛇亦常出沒。

## 步道
- 鄭白山莊至滿月圓瀑布步道：全長約1,210公尺，沿蚋仔溪溪谷而行，步行約30分鐘可達東滿步道入口，50分鐘可達滿月圓瀑布，於中途可東轉滿足小橋，通往處女瀑布。沿途設有涼亭、野餐區、景觀小橋、解說牌等設施，讓您可以充分的體驗滿月圓的美[5]。
- 自導式步道：全長約1.3公里，由柳杉林[注 2][2]森林浴場旁拾級而上，沿途設有導覽解說標誌牌，尾端為東滿步道入口及滿月圓瀑布觀瀑亭[5]。
- 東滿步道：全長7,360公尺，可連接到東眼山國家森林遊樂區，也是通往北插天山國家步道的必經步道，森林濃密而自然度高。由於距離較長，所需時間較多，應先行考量個人體力再行出發。沿途設有解說牌誌、方向指示牌及里程樁，可提供環境解說及行走時之參考[5]。
- 蚋仔溪生態步道：2013年2月6日啟用，為提供身心障礙人士及老年人能夠更加容易親近森林自然環境，設計了近80公尺無障礙空間，看著自然景觀及生態工法工程的完美結合，更能體驗到與其它步道不同的山林趣味[8]。

## 解
1. ↑  滿月圓山位於滿月圓國家森林遊樂區的東北方，海拔約872公尺，遠眺山勢，看來渾圓天成，沒有一般山峰的高聳險峻，因此當初在山中的林業人員，將它取名為「滿月圓」，意指月圓人團圓之意，以抒解思鄉之情。
2. ↑  柳杉在1896年從日本引進，由於生長快速，為早期重要的造林樹種。

## 外部連結
- 滿月圓國家森林遊樂區 - 新北市觀光旅遊網
- 旅遊資訊 - 國家森林遊樂區 - 滿月圓國家森林遊樂區 （页面存档备份，存于）
- 滿月圓國家森林遊樂區 - 台灣山林悠遊網 （页面存档备份，存于）
- 滿月圓國家森林遊樂區 - 交通部觀光局 （页面存档备份，存于）
- 滿月圓國家森林遊樂區 - 國家森林遊樂區 - 交通部中央氣象局 （页面存档备份，存于）
- 東滿步道 - 台灣山林悠遊網 （页面存档备份，存于）
- 旅遊資訊 - 自然步道 - 東滿步道
- 滿月圓國家森林遊樂區的Facebook專頁
- 滿月圓國家森林遊樂區的Instagram帳戶